# Rafik Djebbour
Pour les articles homonymes, voir Djebbour.
 (décembre 2009).
Si vous disposez d'ouvrages ou d'articles de référence ou si vous connaissez des sites web de qualité traitant du thème abordé ici, merci de compléter l'article en donnant les références utiles à sa vérifiabilité et en les liant à la section « Notes et références ».
Rafik Zoheir Djebbour (en arabe : رفيق جبور), né le 8 mars 1984 à Grenoble dans l'Isère (France), est un footballeur international algérien. Il évolue au poste d'attaquant.
Il compte 33 sélections et 5 buts en équipe nationale de 2006 à 2014.

## Biographie

### Jeunesse et débuts
Rafik Zoheir Djebbour naît à Grenoble le 8 mars 1984. Ses parents sont originaires de la ville de Chlef. Mesurant 1,85 m et pesant 77 kg.

### Carrière en club
À l'AJ Auxerre, club bourguignon, il dispose des meilleures statistiques de l'histoire du club avec : 35 buts marqués en moins de 16 ans, 30 en moins de 17 ans et 26 lors de sa dernière saison avec l'équipe réserve (saison interrompue par une blessure)[réf. nécessaire]. En 2004 Rafik est transféré gratuitement vers le club belge de la RAA Louviéroise, découvrant ainsi la première division Belge. Après une saison en demi-teinte, il est confronté aux déboires du club et résilie alors son contrat.
Il est ensuite transféré vers un club grec, Asteras, où il marque 12 buts en 18 matchs. En 2006, il décide de quitter Asteras pour rejoindre le club grec d'Atromitos, puis en 2007 il rejoint le Paniónios GSS où il est remarqué par de grands clubs européens après l'ouverture du mercato en 2008, comme l'Olympique de Marseille, Manchester City et Benfica Lisbonne qui le convoitent.[réf. nécessaire]
Djebbour est le quatrième meilleur buteur du championnat grec lors de la saison 2007-2008, avec 9 buts marqués lors de la première moitié de saison. Lors de la saison 2008/2009, Djebbour rejoint l'AEK Athènes et inscrit 8 buts en championnat, saison très difficile entachée de multiples blessures. La meilleure période de l'année est le mois de mars pour Djebbour, au cours duquel il inscrit deux doublés en 2 matchs.[réf. nécessaire]
En août 2010, et malgré l'intérêt de plusieurs clubs français, il prolonge son contrat à l'AEK Athènes. Celui-ci inclut une augmentation de salaire si le joueur dispute plus de 24 matchs lors de la saison 2010-2011. Lors du mercato hivernal, à la suite d'un problème avec l'entraîneur Manolo Jimenez, il négocie une résiliation de son contrat avec le club, et rejoint l'Olympiakos avec un contrat de 6 mois avec en plus une option pour 2 ans.
En 10 matchs, Rafik Djebbour inscrit 7 buts avec son club de l'Olympiakos Le Pirée ; il est tout simplement en pleine forme durant cette deuxième moitié de saison 2010/2011. Le 19 octobre 2011, il inscrit son 1er but en Ligue des champions contre Dortmund, permettant à l'Olympiakos de prendre l'avantage et ensuite de gagner sur le score de (3-1).
Le 5 août il s'engage avec le champion de Chypre l'APOEL Nicosie. La durée de son contrat n'a pas été dévoilée.
Le 9 septembre 2016, il s'engage pour un an avec l'Aris Salonique.
Le 4 octobre 2017, il s'engage avec le Consolat Marseille.

### En équipe d'Algérie
Lors de la saison 2009-2010, il inscrit deux buts pour l'équipe d'Algérie face à l'Égypte et à l'Uruguay, mais en club il est en désaccord avec son entraîneur, et s'entraîne pendant plusieurs mois avec le Celtic Glasgow et le club anglais des Blackburn Rovers. Rabah Saadane refusant de faire jouer un joueur sans club, Rafik Djebbour n'est pas retenu pour la CAN 2010. Il prolonge finalement avec l'AEK Athènes début janvier 2010.
Avec l'équipe nationale algérienne, Rafik Djebbour inscrit 5 buts, un contre le Liberia durant les éliminatoires de la coupe du monde 2010 et un contre l'Égypte en juin 2009, un but d'un tir splendide contre l'Uruguay dans un match amical en août 2009, un but contre le Gabon par un joli coup de tête en août 2010 et un but face au Niger d'une magnifique reprise de volée. Il porte le numéro 9 en équipe nationale d'Algérie. Rafik Djebbour participe à la Coupe du monde 2010 avec l'Algérie.
Il n'est pourtant pas retenu par Vahid Halilhodžić pour la CAN 2013.

## Carrière
- 1998-2003 :  AJ Auxerre (Jeunes)
- 2003-2004 :  AJ Auxerre B (Division 4)
- 2004-2005 :  La Louvière (Division 1)
- 2005-jan. 2006 :  Ethnikos Asteras (Division 2)
- fév.2006-déc. 2006 :  Atromitos FC (Division 1)
- jan. 2007-2008 :  Panionios (Division 1)
- 2008-jan. 2011 :  AEK Athènes FC (Division 1)
- jan. 2011-jan. 2014 :  Olympiakos Le Pirée (Division 1)
  - 2013-jan. 2014 :  Sivasspor (prêt)
- jan. 2014-2014 :  Nottingham Forest FC
- 2014-2015 :  APOEL Nicosie
- 2015-2016 :  AEK Athènes
- 2016-2017 :  Aris Salonique
- depuis oct. 2017 :  Consolat Marseille

## Palmarès
Olympiakos Le Pirée
- Champion de Grèce en 2011, 2012 et 2013.
- Vainqueur de la Coupe de Grèce en 2012, 2013.

 APOEL Nicosie
- Championnat de Chypre en 2015.
- Vainqueur de la Coupe de Chypre en 2015.

 AEK Athènes
- Vainqueur de la Coupe de Grèce en 2016.

## Distinction personnelle
- Meilleur buteur du championnat de Grèce  en 2013

## Statistiques

### Générales
| Saison                | Club                  | Championnat            | Championnat | Championnat | Coupe(s) nationale(s) | Coupe(s) nationale(s) | Supercoupe | Supercoupe | Compétition(s) continentale(s) | Compétition(s) continentale(s) | Compétition(s) continentale(s) | Algérie | Algérie | Total | Total |
| Saison                | Club                  | Division               | M.          | B.          | M.                    | B.                    | M.         | B.         | Comp.                          | M.                             | B.                             | M.      | B.      | M.    | B.    |
| 2004-2005             | RAA Louviéroise       | Jupiler League         | 21          | 3           | 2                     | 1                     | -          | -          | -                              | -                              | -                              | -       | -       | 23    | 4     |
| 2005-2006             | Ethnikos Asteras      | Bêta Ethnikí           | 16          | 11          | 2                     | 1                     | -          | -          | -                              | -                              | -                              | -       | -       | 18    | 12    |
| 2005-2006             | Atromitos FC          | Alpha Ethnikí          | 12          | 6           | -                     | -                     | -          | -          | -                              | -                              | -                              | 1       | 0       | 13    | 6     |
| 2006-2007             | Atromitos FC          | Superleague            | 2           | 0           | -                     | -                     | -          | -          | -                              | -                              | -                              | -       | -       | 2     | 0     |
| 2006-2007             | Paniónios GSS         | Superleague            | 14          | 4           | -                     | -                     | -          | -          | -                              | -                              | -                              | -       | -       | 14    | 4     |
| 2007-2008             | Paniónios GSS         | Superleague            | 27          | 15          | -                     | -                     | -          | -          | C3                             | 6                              | 2                              | 5       | 1       | 38    | 18    |
| 2008-2009             | AEK Athènes FC        | Superleague            | 28          | 8           | 7                     | 2                     | -          | -          | -                              | -                              | -                              | 4       | 1       | 39    | 11    |
| 2009-2010             | AEK Athènes FC        | Superleague            | 19          | 6           | -                     | -                     | -          | -          | C3                             | 1                              | 0                              | 8       | 1       | 28    | 7     |
| 2010-2011             | AEK Athènes FC        | Superleague            | 11          | 5           | 2                     | 1                     | -          | -          | C3                             | 6                              | 2                              | 3       | 1       | 22    | 9     |
| 2010-2011             | Olympiakos            | Superleague            | 10          | 7           | 1                     | 0                     | -          | -          | -                              | -                              | -                              | 2       | 0       | 13    | 7     |
| 2011-2012             | Olympiakos            | Superleague            | 21          | 12          | 3                     | 1                     | -          | -          | C1+C3                          | 6+4                            | 2+1                            | 5       | 1       | 39    | 17    |
| 2012-2013             | Olympiakos            | Superleague            | 25          | 20          | 5                     | 2                     | -          | -          | C1                             | 6                              | 0                              | 1       | 0       | 37    | 22    |
| 2013-2014             | Sivasspor             | Super lig              | 11          | 2           | 3                     | 2                     | -          | -          | -                              | -                              | -                              | -       | -       | 14    | 4     |
| 2013-2014             | Nottingham Forest     | Championship           | 7           | 1           | 1                     | 0                     | -          | -          | -                              | -                              | -                              | -       | -       | 8     | 1     |
| 2014-2015             | APOEL Nicosie         | Cypriot Frist division | 26          | 14          | 6                     | 3                     | 0          | 0          | C1                             | 6                              | 0                              | -       | -       | 38    | 17    |
| 2015-2016             | AEK Athènes FC        | Superleague            | 22          | 2           | 9                     | 3                     | -          | -          | -                              | -                              | -                              | -       | -       | 31    | 5     |
| 2016-2017             | Aris Salonique        | Football League        | 5           | 0           | 0                     | 0                     | -          | -          | -                              | -                              | -                              | -       | -       | 5     | 0     |
| Total sur la carrière | Total sur la carrière | Total sur la carrière  | 281         | 122         | 41                    | 16                    | 0          | 0          | -                              | 35                             | 7                              | 33      | 5       | 390   | 150   |

## En sélection nationale
| Saison                | Sélection             | Phases finales               | Phases finales | Phases finales | Phases finales | Éliminatoires CDM | Éliminatoires CDM | Éliminatoires CDM | Éliminatoires CAN | Éliminatoires CAN | Éliminatoires CAN | Matchs amicaux | Matchs amicaux | Matchs amicaux | Total | Total | Total |
| Saison                | Sélection             | Compétition                  | M              | B              | Pd             | M                 | B                 | Pd                | M                 | B                 | Pd                | M              | B              | Pd             | M     | B     | Pd    |
| --------------------- | --------------------- | ---------------------------- | -------------- | -------------- | -------------- | ----------------- | ----------------- | ----------------- | ----------------- | ----------------- | ----------------- | -------------- | -------------- | -------------- | ----- | ----- | ----- |
| 2006-2007             | Algérie               | -                            | -              | -              | -              | -                 | -                 | -                 | -                 | -                 | -                 | 1              | 0              | 0              | 1     | 0     | 0     |
| 2007-2008             | Algérie               | -                            | -              | -              | -              | 4                 | 1                 | 0                 | -                 | -                 | -                 | 1              | 0              | 0              | 5     | 1     | 0     |
| 2008-2009             | Algérie               | -                            | -              | -              | -              | 3                 | 1                 | 1                 | -                 | -                 | -                 | 1              | 0              | 0              | 4     | 1     | 1     |
| 2009-2010             | Algérie               | CAN 2010+Coupe du monde 2010 | 0+2            | 0+0            | 0+0            | 2                 | 0                 | 0                 | -                 | -                 | -                 | 4              | 1              | 0              | 8     | 1     | 0     |
| 2010-2011             | Algérie               | -                            | -              | -              | -              | -                 | -                 | -                 | 4                 | 0                 | 0                 | 1              | 1              | 0              | 5     | 1     | 0     |
| 2011-2012             | Algérie               | -                            | -              | -              | -              | 2                 | 0                 | 0                 | 2                 | 0                 | 0                 | 1              | 1              | 0              | 5     | 1     | 0     |
| 2012-2013             | Algérie               | CAN 2013                     | -              | -              | -              | 2                 | 0                 | 0                 | 1                 | 0                 | 0                 | 1              | 0              | 0              | 4     | 0     | 0     |
| 2013-2014             | Algérie               | Coupe du monde 2014          | -              | -              | -              | 0                 | 0                 | 0                 | -                 | -                 | -                 | 1              | 0              | 0              | 1     | 0     | 0     |
| Total sur la carrière | Total sur la carrière | Total sur la carrière        | 2              | 0              | 0              | 13                | 2                 | 1                 | 7                 | 0                 | 0                 | 11             | 3              | 0              | 33    | 5     | 1     |

### Matchs internationaux
Le tableau suivant liste les rencontres de l'équipe d'Algérie dans lesquelles Rafik Djebbour a été sélectionné depuis le 15 août 2006 jusqu'au 5 mars 2014.